# Alvheim
Die Alvheim ist ein ehemaliger Öltanker, der zur schwimmenden Produktions-, Lager- und Verladeeinheit (englisch FPSO) umgebaut wurde. Benannt ist das Schiff nach dem Ölfeld in der nördlichen Nordsee, in dem es eingesetzt ist.

## Geschichte
Das Schiff lief am 1. Juli 1998 auf der andalusischen Werft Astillero de Puerto Real als Baunummer 84 vom Stapel und wurde am 11. September 2001 als Tanker Navion Odin abgeliefert. In diesem Jahr wurde die Werft von IZAR Construcciones Navales übernommen, sodass gelegentlich unterschiedliche Herstellerangaben zu finden sind.
Als Tanker war das Schiff mit 65.878 BRZ vermessen, hatte eine Ladekapazität von 136.673 m³ Erdöl in 12 Tanks und war in Nassau (Bahamas) registriert.
Der Umbau zur FPSO erfolgte 2007.

## Einsatz als FPSO
| \| Alvheim \| |
| Alvheim       |

Das Alvheim-Feld wurde 1998 bei einer Wassertiefe von 122 m erschlossen. Für die Förderung, Zwischenlagerung und Verladung wurde das damals von Statoil aufgelegte Schiff erworben, umgebaut und neu vermessen (siehe Infobox).
Die Alvheim wird im Ölfeld von 12 Moorings gehalten. In den 18 Tanks können bis zu 560.000 Barrel zwischengelagert werden.